# مورتون بايلي
مورتون بايلي (بالإنجليزية: Morton Bayley)‏ (7 مايو 1843 - 6 مارس 1926) هو لاعب كريكت بريطاني (وحمل سابقاً جنسية المملكة المتحدة لبريطانيا العظمى وأيرلندا).